# Суад Филекович
Суад Филекович (словен. Suad Filekovič, нар. 16 вересня 1978, Любляна) — словенський футболіст, що грав на позиції захисника.
Виступав, зокрема, за клуби «Марибор» та «Марибор», а також національну збірну Словенії.

## Клубна кар'єра
У дорослому футболі дебютував 1997 року виступами за команду клубу «Олімпія» (Любляна), середняку словенського чемпіонату, в якій провів три сезони, взявши участь у 58 матчах чемпіонату. Своєю грою за цю команду привернув увагу представників тренерського штабу клубу «Марибор», до складу якого приєднався 1999 року. Відіграв за команду з Марибора наступні п'ять сезонів своєї ігрової кар'єри. Більшість часу, проведеного у складі «Марибора», був основним гравцем захисту команди. За цей час тричі поспіль ставав переможцем словенського чемпіонату. На початку 2004 року Філекович підписав контракт з «Хайдуком» (Спліт), з яким виграв чемпіонат Хорватії. У «Хайдуку» словенський захисник виступав у весняній частині сезону 2003/04 років та осінній частині сезону 2004/05 років, але за цей час зіграв лише в 7-ми матчах чемпіонату, з яких 4 — у стартовому складі.
У січні 2005 року перейшов до грецького «Ерготеліса» й дебютував у грецькій Суперлізі в нічийному (1;1) матчі проти «Аріса». «Ерготеліс» у підсумковій таблиці Альфа Етніки посів передостаннє 15-те місце й опустився до другої ліги. Влітку Филекович перейшов до бельгійського «Мускрона», де став основним гравцем команди. У 2006 році словенець перейшов до російського клубу «Крила Рад» (Самара), де був гравцем запасу. Зіграв за основний склад 11 матчів (у тому числі 8 — у чемпіонаті Росії).
У 2007 році вихованець «Олімпії» (Люляна) повернувся на батьківщину до клубу «Марибор». Цього разу провів у складі його команди два сезони. У сезоні 2008/09 років виграв свій 4-ий титул переможця чемпіонату Словенії. У вересні 2009 року Филекович відправився на тижневий перегляд до англійського «Барнслі» й 18 вересня підписав з ним контракт, який мав з ним завершитися в січні 2010 року. Однак, 23 жовтня, за обопільною згодою сторін контракт було розірвано, й словенець, так і не зігравши з англійців жодного матчу, залишив клуб. Флекович повернувся до «Марибора», разом з яки фінішував на 2-му місці в чемпіонаті Словенії. До липня 2010 року перебував у статусі вільного агента, оскільки в січні 2010 року розірвав контракт з «Хапоелем» (Ашкелон). Згодом грав у клубах «Желєзнічар» (Марібор), «Гроскляйн» та «Малечник».

## Виступи за збірну
21 серпня 2002 року дебютував у складі національної збірної Словенії у переможному (1:0) товариському матчі проти Італії, в якому провів на полі 7 хвилині. 12 жовтня зіграв 2 хвилини в матчі проти Франції, після чого не викликався до табору збірної до 2005 року. У 2006 та 2008 роках також не викликався до збірної. Протягом кар'єри у національній команді, яка тривала 8 років, провів у формі головної команди країни лише 14 матчів.
У складі збірної був учасником чемпіонату світу 2010 року у ПАР.

## Досягнення
Марибор
- Перша футбольна ліга
  -  Чемпіон (4): 2000/01, 2001/02, 2002/03, 2008/09

Хайдук (Спліт)
- Чемпіонат Хорватії
  -  Чемпіон (1): 2003/04